# Srang

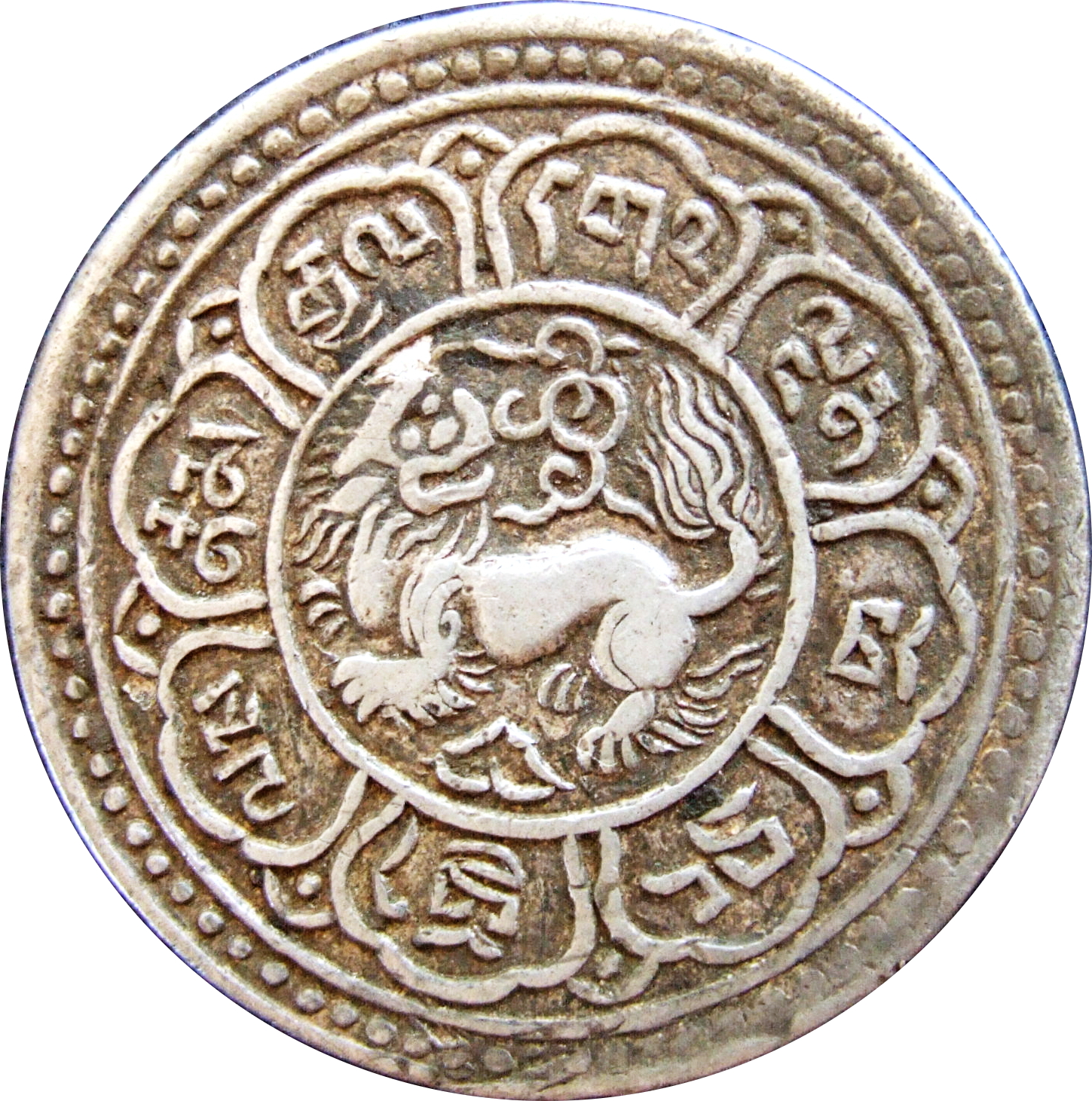
Tibetaanse zilvermunt van 1 srang

De srang, ook dngul srang (zilveren srang), was een geldeenheid in Tibet tussen 1909 en 1959. De srang werd gedeeld in 10 sho van elk 10 skar. Het was tot de jaren vijftig in omloop naast de thangka waarbij een thangka evenveel waard was als 15 skar.
Oorspronkelijk was de srang een gewichtseenheid van zilver en goud. Het was met ongeveer 37,5 gram het equivalent van de Chinese liang (tael).
De srang verscheen voor het eerst als een zilverstuk in 1909 toen Tibet geldstukken begon uit te geven. Zilverstukken van 3 srang werden uitgegeven tussen 1934 en 1939 en opnieuw in 1946. Een miljard munten werden uitgegeven tussen 1950 en 1952. In 1939 verschenen de eerste Tibetaanse bankbiljetten van 100 "tam srang".
In 1954 werd het eerste zilverstuk geslagen voor verspreiding aan monniken. Het had het de waarde van 5 srang en was de laatste thangka-uitgifte die in Tibet geslagen werd. De laatste Tibetaanse koperstukken (5 sho) werden uitgegeven in 1953 en de laatste biljetten van 100 srang werden uitgegeven tot 1959.
Tijdens zijn Zeven jaar in Tibet ontwierp Heinrich Harrer bankbiljetten en Tibetaanse postzegels.